# Brownington
Brownington é uma cidade  localizada no estado americano de Missouri, no Condado de Henry.

## Demografia
Segundo o censo americano de 2000, a sua população era de 119 habitantes. 
Em 2006, foi estimada uma população de 124, um aumento de 5 (4.2%).

## Geografia
De acordo com o United States Census Bureau tem uma área de 
0,4 km², dos quais 0,4 km² cobertos por terra e 0,0 km² cobertos por água.

## Localidades na vizinhança
O diagrama seguinte representa as localidades num raio de 16 km ao redor de Brownington. 